# Barbinolla
Barbinolla är ett släkte av insekter. Barbinolla ingår i familjen dvärgstritar.
Kladogram enligt Catalogue of Life:
| Barbinolla | \| \| Barbinolla costaricensis \| \| \| \| \| \| Barbinolla indignata \| \| \| \| |
|            | \| \| Barbinolla costaricensis \| \| \| \| \| \| Barbinolla indignata \| \| \| \| |
|            | Barbinolla costaricensis                                                          |
|            |                                                                                   |
|            | Barbinolla indignata                                                              |
|            |                                                                                   |